# Tour d'Okinawa
Le Tour d'Okinawa (ツール ド おきなわ, Tsūru do Okinawa) est une course cycliste japonaise disputée dans l'île d'Okinawa, l'île principal de l’archipel Okinawa. Créé en 1989, c’était une épreuve amateure jusqu'en 1998. Il s’est ouvert aux professionnels en 1999 en catégorie 1.5 et fait partie de l’UCI Asia Tour depuis 2005, sous la forme d'une course d'un jour en catégorie 1.2, sauf de 2008 à 2011 où il fut une course par étapes de catégorie 2.2.
Longue de 210 kilomètres, il s'agit de l'une des courses les plus longues du Japon. Le départ et l'arrivée de l'épreuve ont lieu à Nago. Le parcours actuel emmène les coureurs autour des côtes dans la moitié nord de l'île d'Okinawa.
En dehors de la course internationale masculine, il y a aussi une épreuve féminine et une course pour les juniors (moins de 19 ans), ainsi que pour les amateurs.

## Palmarès

### Hommes
| Année     | Vainqueur          | Deuxième             | Troisième            |
| --------- | ------------------ | -------------------- | -------------------- |
| 1989      | Kazuo Oishi        |                      |                      |
| 1990      | Kyoshi Miura       |                      |                      |
| 1991      | Takahiro Yamada    |                      |                      |
| 1992      | Gianluca Tarocco   |                      |                      |
| 1993      | Takahiro Yamada    |                      |                      |
| 1994      | Tomokazu Fujino    |                      |                      |
| 1995      | Wong Kam-po        |                      |                      |
| 1996      | Ken Hashikawa      |                      |                      |
| 1997      | Tomokazu Fujino    |                      |                      |
| 1998      | Wong Kam-po        |                      |                      |
| 1999      | Mark Walters       | Yasuhiro Yamamoto    | Shinichi Fukushima   |
| 2000      | Wong Kam-po        | Kazuyuki Manabe      | Masamichi Yamamoto   |
| 2001      | Makoto Iijima      | Guillem Muñoz        | Shinri Suzuki        |
| 2002      | Paul Redenbach     | Satoshi Hirose       | Yasutaka Tashiro     |
| 2003      | Kazuya Okazaki     | Guillem Muñoz        | Mark McCormack       |
| 2004      | Wong Kam-po        | Shinichi Fukushima   | Jacob Erker          |
| 2005      | Yasutaka Tashiro   | Kazuo Inoue          | Dawid Krupa          |
| 2006      | Takashi Miyazawa   | Kazuhiro Mori        | Yukiya Arashiro      |
| 2007      | Takashi Miyazawa   | Kazuhiro Mori        | Yukiya Arashiro      |
| 2008      | Yukiya Arashiro    | Miyataka Shimizu     | Mitsuhiro Matsumura  |
| 2009      | Kenji Itami        | Takayuki Abe         | Shinichi Fukushima   |
| 2010      | Shinichi Fukushima | Kenji Itami          | Junya Sano           |
| 2011      | Kazuhiro Mori      | Taiji Nishitani      | Junya Sano           |
| 2012      | Thomas Palmer      | Yusuke Hatanaka      | Yasuharu Nakajima    |
| 2013      | Sho Hatsuyama      | José Vicente Toribio | Cheung King-wai      |
| 2014      | Nariyuki Masuda    | José Vicente Toribio | Shotaro Iribe        |
| 2015      | Jason Christie     | Shotaro Iribe        | Benjamín Prades      |
| 2016      | Nariyuki Masuda    | Jai Crawford         | Kōhei Uchima         |
| 2017      | Junya Sano         | Koos Jeroen Kers     | Yusuke Hatanaka      |
| 2018      | Alan Marangoni     | Freddy Ovett         | Feng Chun-kai        |
| 2019      | Nariyuki Masuda    | Kohei Uchima         | Benjamín Prades      |
| 2020-2021 | Non-organisé       | Non-organisé         | Non-organisé         |
| 2022      | Benjamín Prades    | Genki Yamamoto       | José Vicente Toribio |
| 2023      | Masaki Yamamoto    | Shoma Kazama         | Bas van Belle        |

### Femmes
| Année                | Vainqueur          | Deuxième           | Troisième          |
| -------------------- | ------------------ | ------------------ | ------------------ |
| Grand Prix d'Okinawa |                    |                    |                    |
| 1990                 | Ruthie Matthes     | Alison Sydor       | Kyung Mi-Ok        |
| 1993                 | Fabiana Luperini   | Kim Min Jung       | Cinzia Faccin      |
| 1999                 | Janneke Vos        | Sandy Espeseth     | Miho Oki           |
| 2000                 | Miho Oki           | Mirella van Melis  | Clare Hall-Patch   |
| Tour d'Okinawa       |                    |                    |                    |
| 2003                 | Amy Moore          |                    |                    |
| 2006                 | Mayuko Hagiwara    | Satomi Wadami      | Miyoko Karami      |
| 2008                 | Huang Xiao Mei     | Mayuko Hagiwara    | Yuka Yamashima     |
| 2008                 | Hsiao Chia Tseng   | Seon Ha Yoo        | Wan Yiu Jamie Wong |
| 2009                 | Wan Yiu Jamie Wong | Mayuko Hagiwara    | Sun Ae Choe        |
| 2010                 | Carmen Small       | Chisako Harigai    | Nami Takahashi     |
| 2011                 | Ho Hsiung Huang    | Mei Yu Hsiao       | Tsugumi Kimura     |
| 2012                 | Eri Yonamine       | Wan Yiu Jamie Wong | Mayuko Hagiwara    |
| 2013                 | Dongyan Huang      | Hiromi Kaneko      | Ting Ying Huang    |
| 2016                 | Ting Ying Huang    | Ellen van Dijk     | Hiromi Kaneko      |
| 2017                 | Ellen van Dijk     | Eri Yonamine       | Ayako Nakai        |

### Juniors Hommes
| Année | Vainqueur        | Deuxième           | Troisième              |
| ----- | ---------------- | ------------------ | ---------------------- |
| 2005  | Ken Ichiyama     | Yu Takenouchi      | Kōhei Uchima           |
| 2006  | Feng Chun-kai    | Tetsuya Fujioka    | Ryohei Komori          |
| 2007  | Masanori Noguchi | Shotaro Iribe      | Kazuki Aoyanagi        |
| 2008  | Eiichi Hirai     | Shiki Kuroeda      | Thomas Palmer          |
| 2009  | Choi Ki-ho       | Yu Motosuna        | Cheung King-lok        |
| 2010  | Wong Chung-yan   | Yuri Kobashi       | Jo Ichiyama            |
| 2011  | Yuri Kobashi     | Genta Konno        | Hsieh Cheng-yin        |
| 2012  | Yuri Kobashi     | Leung Chun-wing    | Liu En-chieh           |
| 2013  | Lau Kwong        | Takaaki Higuchi    | Ryooji Sawachi         |
| 2014  | Jan Maas         | Keisuke Kitanishi  | Daichi Narumi          |
| 2015  | Fung Ka-hoo      | Daichi Tomio       | Jo Shigemitsu          |
| 2016  | Teun Mouris      | Jo Shigemitsu      | Thanakhan Chaiyasombat |
| 2017  | Yuta Hosoda      | Aiki Yoshihara     | Taisei Narumi          |
| 2018  | Yugi Tsuda       | Alastair Mackellar | Haruhi Honda           |